# Agrostis glabrata
Agrostis glabrata é uma espécie de gramínea do gênero Agrostis, pertencente à família Poaceae.